# U Saw
U Saw, hay còn được gọi là Galon U Saw (tiếng Miến Điện: ဦးစော or ဂဠုန်ဦးစေ 16 tháng 3 năm 1900 – 8 tháng 5 năm 1948) là một nhà lãnh đạo người Miến Điện đã từng làm thủ tướng dưới thời kỳ thuộc địa trước chiến tranh thế giới thứ hai. U Saw cũng được biết đến với vai trò nổi bật trong vụ ám sát người anh hùng Miến Điện Aung San và những nhà lãnh đạo khác vào tháng 6 năm 1947, chỉ một vài tháng trước khi Miến Điện chính thức được hưởng nền độc lập từ Anh quốc vào tháng 1 năm 1948. Sau đó, ông đã bị hành quyết (treo cổ).

## Đầu đời và giáo dục
U Saw sinh ngày 16 tháng 3 năm 1900 tại Okpho, quận Tharrawaddy, Miến Điện thuộc Anh. Ông là con trai thứ hai trong số bốn người con của nhà địa chủ Phoe Kyuu và Daw Pann. Ông được học tại trường đạo ở Gyobingauk. Năm 1927, ông trở thành một luật sư cấp cao và sau đó kết hôn với Than Tin.

## Sự nghiệp chính trị
Là một luật sư được đào tạo bài bảng, U Saw đã làm nên tên tuổi của mình khi đã bào chữa cho Saya San người từng là một nhà sư và là một thầy thuốc, vốn là thủ lĩnh của Cuộc khởi nghĩa nông dân Galon (1930–32), tại phiên tòa xét xử trước chính quyền thuộc địa Anh. Từ đó, ông còn được biết đến với cái tên Galon U Saw. Năm 1935, ông mua lại tờ báo Thuriya (Mặt trời) và biến nó thành một công cụ để quảng bá bản thân và phục vụ cho mục tiêu chính trị của mình. Ông được bầu cử vào Hội đồng Lập pháp trong cuộc tổng tuyển cử năm 1936 với tư cách là thành viên của Hiệp hội GCBA thống nhất. Hai năm sau, ông thành lập Đảng Ái quốc và giữ chức Thủ tướng thứ ba của Miến Điện trong giai đoạn 1940-42. Vào tháng 11 năm 1941, ông đến London trong một nỗ lực bất thành hòng đạt được lời hứa từ Winston Churchill rằng Miến Điện sẽ được trao cho qui chế tự trị trong khuôn khổ khối liên hiệp sau Chiến tranh thế giới thứ hai, mặt khác, ông bắt liên lạc với người Nhật để đảm bảo tương lai chính trị của chính mình trong trường hợp Nhật Bản xâm lược Miến Điện. Người Anh đã phát hiện ra các tài liệu cáo buộc mối liên hệ của ông với người Nhật và U Saw đã bị giam trong 4 năm ở Uganda.
Khi trở về Rangoon sau chiến tranh, U Saw làm ứng cử viên cho chức vụ Thủ tướng đầu tiên của nhà nước Miến Điện độc lập. Tuy nhiên, cuộc bầu cử đầu tiên tổ chức ở Miến Điện vào tháng 4 năm 1947 đã mang lại chiến thắng áp đảo về phía Liên đoàn nhân dân tự do chống phát xít (AFPFL) của Aung San. Chiến thắng của AFPFL được xem như minh chứng cho sự ủng hộ rộng rãi của quần chúng đối với Aung San, nhưng điều này hoàn toàn khác xa với sự thật. AFPFL là một liên minh của các đảng phái chính trị với nhiều hệ tư tưởng tách biệt nhau chủ yếu bao gồm những người Cộng sản, Xã hội chủ nghĩa và Quân đội Quốc gia Miến Điện (BNA). Với những xung đột sau đó xảy ra ở Miến Điện là minh chứng cho việc không một nhóm, một đảng phái hay cá nhân nào có thể lãnh đạo khối liên minh này một cách hữu hiệu. Tuy nhiên, cho đến ngày nay nhiều người vẫn tin rằng nếu Aung San nếu Aung San vẫn sống theo dòng lịch sử hiện đại của Miến Điện thì mọi chuyện sẽ rất khác, vì ông là nhà lãnh đạo duy nhất có thể đoàn kết đông đảo các dân tộc thiểu số: Shan, Chin, Kachin, Karen,... cũng như các nhóm, các đảng phái chính trị tách biệt. Mặc dù vậy, Aung San đã trở thành nhà lãnh đạo mới qua chiến thắng của AFPFL.
U Saw đã tham dự cùng Thakin Nu (nhà lãnh đạo Đảng Xã hội, người trở thành Thủ tướng đầu tiên của nhà nước Miến Điện độc lập sau cái chết đột ngột của Aung San và việc trước đó những người Cộng sản đã bị trục xuất khỏi AFPFL) tại Hội nghị Panglong đầu tiên vào tháng Ba Năm 1946, do Yawnghwe Sawbwa và Sao Shwe Thaik triệu tập để thảo luận về tương lai của các của các tiểu bang Shan, các đại diện của người người Kachin, Chin và Karen cũng được mời. Điều này không có tác động gì đối với Cơ quan Quản lý các Khu vực Biên giới (FAA) và một Hiệp hội Văn hóa Miến Điện thống nhất đã được thành lập do Sao Shwe Thaik làm chủ tịch và U Saw làm tổng thư ký.
Tháng 1 năm 1947, U Saw và nhà lãnh đạo Xã hội chủ nghĩa Thakin Ba Sein là thành viên duy nhất của phái đoàn đến Luân Đôn để đàm phán với chính phủ Anh về nền độc lập của Miến Điện đã từ chối ký thỏa thuận Aung San-Attlee.  Cũng vào năm 1947, các đảng phái chính trị đã bắt đầu thiết lập lực lượng dân quân của riêng mình bao gồm Pyithu Yèbaw Tat của Aung San (Tổ chức Nhân dân Tình Nguyện hay PVO (ပြည်သူ့ ရဲဘော် တပ်), và U Saw cũng thiết lập lực lượng vũ trang cho riêng mình gọi là Galon tat (Dân quân Garuda (ဂဠုန် တပ်)) để tưởng nhớ việc ông đã từng bào chửa cho các tù nhân từ cuộc khởi nghĩa nông dân Galon.  Cựu Thống đốc Anh, ngài Reginald Dorman-Smith, dường như tỏ vẻ ủng hộ các chính trị gia lớn tuổi thời kỳ trước chiến tranh như U Saw và Sir Paw Tun, những người hiện đang ở những vị trí thấp.  Tuy nhiên, Thống đốc mới, Ngài Hubert Rance, cùng với Mountbatten của Miến Điện, đã quyết định ủng hộ Aung San và AFPFL, mời họ tham gia vào Hội đồng Lập pháp để xoa dịu tình trạng bất ổn chính trị thời hậu chiến.

## Sự trừng phạt

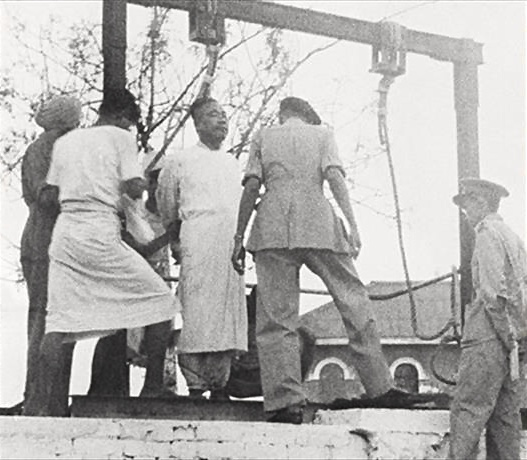
U Saw đứng trên giá treo cổ tại nhà tù Insein ở Rangoon, vào ngày 8 tháng 5 năm 1948, khi các trợ thủ của người treo cổ trói tay anh ta.

Ngày 19 tháng 7 năm 1947, một nhóm lính bán vũ trang đã đột nhập vào Tòa nhà Thư ký ở trung tâm thành phố Rangoon trong cuộc họp của Hội đồng Lập pháp (chính phủ bóng tối do người Anh thành lập để chuẩn bị cho việc chuyển giao quyền lực) đã sát hại Aung San cùng sáu người trong nội các của ông ta. các bộ trưởng; một thư ký nội các và một vệ sĩ cũng thiệt mạng. Các chứng cớ đều rõ ràng ám chỉ U Saw là kẻ chủ mưu. U Saw và tám người khác đứng sau vụ việc này đã bị chính quyền Anh bắt giữ và bị xét xử trước một tòa án đặc biệt do ngài Hubert Rance thiết lập. U Saw bị kết tội và bị tuyên án tử hình vào ngày 30 tháng 12 năm 1947. Sau khi Miến Điện giành độc lập vào tháng 1 năm 1948, chính quyền Miến Điện quyết định thực hiện phán quyết của tòa án Anh, vào tháng 3 năm 1948, Tòa án Tối cao Rangoon bác bỏ những tuyên bố của ông rằng tòa án thiếu thẩm quyền và yêu cầu của ông một phiên tòa mới, tiến hành giữ nguyên tuyên án. Ông bị hành hình bằng phương thức treo cổ tại nhà tù Insein vào ngày 8 tháng 5 năm 1948 và được chôn cất trong một ngôi mộ không được đánh dấu trong phạm vi nhà tù.
Vẫn còn nhiều bí ẩn xoay quanh vụ ám sát. Có tin đồn về một âm mưu liên quan đến người Anh - một biến thể của thuyết âm mưu này đã được lồng vào một bộ phim tài liệu do BBC chiếu nhân tưởng niệm 50 năm vụ ám sát vào năm 1997. Tuy nhiên, điều đã nổi lên trong quá trình điều tra tại thời điểm xét xử là một số sĩ quan cấp thấp của Anh đã bán súng cho một số chính trị gia Miến Điện, bao gồm cả U Saw. Ngay sau khi U Saw bị kết án, Đại úy David Vivian, một sĩ quan Quân đội Anh, đã bị kết án 5 năm tù vì tội cung cấp vũ khí cho U Saw. Đại úy Vivian đã vượt ngục trong cuộc nổi dậy của người Karen ở Insein vào đầu năm 1949. Có rất ít thông tin về động cơ của ông ta đã được tiết lộ trong và sau phiên tòa xét xử.